# Écu (monnaie)

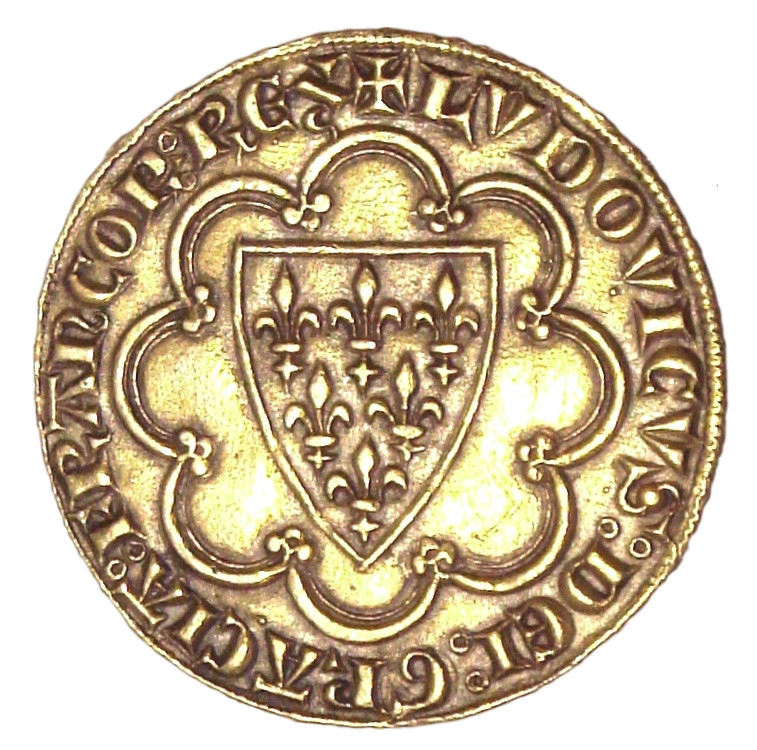
Le premier écu d'or, frappé sous Louis IX, en 1266 (avers).

Pour les articles homonymes, voir Écu.
L'écu est une monnaie française créée au Moyen Âge, d'abord en or puis en argent, et qui fut utilisée jusqu'à l'époque moderne. À l'origine, elle était ornée d'un motif représentant les armes du royaume de France inscrites dans un bouclier stylisé.
Le terme « écu », à l'usage, finira par désigner dans le langage courant la pièce de 5 francs français, et ce jusqu'au début du XXe siècle.

## Étymologie
Le mot « écu » vient du latin scutum « bouclier ». Cette étymologie est commune avec l′escudo que l'on trouve au Portugal et en Espagne, sur lequel étaient peintes les armes du prince, mais également avec les mots français « écu », « écusson » ou « écuyer ». 
En France, où ce type de pièce apparaît en 1263, le nom d'écu est initialement attribué à des monnaies en or d'une valeur de trois livres tournois puis, à partir de la fin du règne de Louis XIII, l'édit de 1640 institua le terme « écu blanc » pour désigner une grande pièce d'argent, toujours d'une contre-valeur de trois livres (ou soixante sols) et inspirée du thaler. En France, le terme de pistole désignait d'abord l'écu espagnol. La création de l'écu d'or sous le règne de Louis IX est, en termes économiques, une réponse à la suprématie du sequin vénitien et du fiorino d'oro de Florence.
Une nouvelle série de réformations furent instituées sous Louis XV. La valeur de l'écu d'argent passa à quatre livres puis, sous Louis XVI, sa valeur monta à six livres. La refonte monétaire de 1795 réduisit de près de 5 g le poids d'argent initial pour frapper la nouvelle pièce de cinq francs.
Par la suite, le terme « écu » se perpétua et désigna communément toutes les pièces de type cinq francs en argent (production arrêtée en 1878) et tomba en désuétude dans les années 1920.
Lors des discussions sur la création d'une monnaie fiduciaire européenne en 1979, le premier terme choisi, European Currency Unit, dont les initiales étaient ECU, rappela de vieux souvenirs aux francophones mais, finalement, à l'initiative du chancelier allemand Kohl, le nom de l'unité monétaire européenne retenu fut euro car en Allemagne, le nom de cette monnaie se serait prononcée « ein Ecu », proche homophoniquement de « eine Kuh » (en français : « une vache »).

## Historique de l'écu
En 1262, la réforme monétaire de Louis IX unifie les différents monnayages du Royaume. Elle affirme la suprématie de la livre tournois sur la livre parisis et étend le cours légal de la livre tournois à tout le royaume. Les monnaies féodales n'ont plus cours que sur le territoire de leur émetteur. La livre tournois vaut alors 20 sous ou gros tournois de 4,2199 grammes d'argent à 958/1000 soit 20 x 4,044 = 80,88 grammes d'argent fin (ou environ 6,74 grammes d'or au cours de l'or variant à l'époque autour de 12 parts d'argent pour 1 part d'or).
En 1263, il fait frapper le denier d'or à l'écu, d'un poids moyen de 4,04 grammes d'or, la première émission d'or depuis plus de 250 ans, dont le nom fut abrégé en écu. Avec sa représentation de l'écu de France, symbole de l'unification du Royaume, cette monnaie devint l'étalon de référence. En effet, l'écu en or a continué à être frappé sous les différents rois de France (de Philippe VI jusque Louis XIII), mais aussi par de nombreux seigneurs français et étrangers (en Aquitaine par Édouard III, en Béarn par Gaston de Foix, en Navarre par Henri d'Albret, en Flandre par Philippe le Hardi, par Philippe le Bon, par les évêques de Cambrai, par les papes d'Avignon…).
Depuis 1252-1253, Gênes et Venise émettent une monnaie d'or fin d'un poids de 3,52 g, qui furent d'un poids constant durant plusieurs siècles. À partir du règne de Charles VII, l'écu d'or du royaume de France pèse le même poids que ces monnaies italiennes.
Louis XIII décida de réformer le système monétaire en 1640. Ce nouveau système était basé sur trois pièces :
- le louis d'or qui remplaça le franc en circulation depuis l'époque de Jean II le Bon ;
- l'écu d'argent ou blanc (cf. ci-dessous) ;
- le liard, monnaie de cuivre, à partir de 1656 (démonétisation en 1856) ;

Ce système perdura globalement jusqu'à la Révolution.
Sur l'avers des écus figuraient les armoiries du royaume de France avec les fleurs de lis : d'abord un « semé » de fleurs de lis, sur l'écu d'or de Saint Louis, les écus d'or à la chaise de Philippe VI et de Jean le Bon, par après un blason aux trois lis sur l'écu d'or de Charles VI en 1385 puis des écus écartelés aux armes de France et de Dauphiné de Louis XI à Louis XIV.
À partir de 1610, Henri IV, les écus frappés en Béarn et en Navarre portaient un écu écartelé aux armes de France et de Béarn-Navarre ou Navarre seule. Dans le Dauphiné, le Dauphin. En Bretagne, à la fin du XVe siècle, l'hermine.
Sous Louis XIV apparaît la série d'écus d'argent « de Flandre », frappés à Lille après son annexion par Louis XIV, avec un écu aux armes de France et de Bourgogne et inspiré du thaler du Saint-Empire romain germanique. Pendant le XVIIIe siècle, les armes de France symbolisées par le motif en écu devinrent ronde ou ovale, ornées de palmes et de lauriers.
L'écu de France était initialement surmonté d'une couronne, parfois d'un heaume au XVe siècle, avec différents motifs, fleur de lis, moucheture d'hermine sur les pièces bretonnes, emblème du roi comme le porc-épic de Louis XII, la salamandre de François Ier, le croissant d'Henri II), attributs de la royauté (sceptre et main de justice à partir du règne de Louis XIV, initiale du roi, K au Moyen Âge (Karolus en latin médiéval, puis C au XVIe siècle).

## Les différents types d'écu en or

### Description de l'écu d'or deLouisIX(1263 à 1270)
L'écu d'or de Louis IX présente un diamètre de 24 à 24,5 millimètres et poids moyen de 4,04 grammes d'or et il a cours pour une valeur 3 livre tournois (60 sols). Cette émission est la première monnaie d'or française depuis plus de 250 ans.
- Avers : écu semé de six fleurs de lis posées 3, 2 et 1, dans un polylobe (8 lobes) aux angles rentrants fleuronnés. Légende circulaire : (croix) LVDOVICVS . DEI . GRACIA . FRANCOR . REX (ponctuation par double annelet).
- Revers : croix aux bras fleuronnés et feuillus, avec quadrilobe à quatre lobes et quatre pointes anglé en cœur, cantonnée de quatre fleurs de lis posées verticalement. Légende circulaire : (croix) XPC . VINCIT . XPC . REGNAT . XPC . IMPERAT (ponctuation par annelet) Le Christ vainc, le Christ règne, le Christ commande.

### Description de l'écu d'or à la chaise dePhilippeVIde Valois (1328 à 1350)
L'écu réapparut près d'un siècle plus tard, en 1346. L'écu d'or à la chaise de Philippe VI de Valois a connu six émissions de 1337 à 1349. Son poids resta stable 4,53 grammes, mais sa valeur passa de 20 à 25 sols tournois.
- Sur son avers, Philippe VI assis dans une stalle gothique, couronné, vêtu du haubert et de la cotte d'armes, tenant de la main droite l'épée levée et de la gauche l'écu de France aux lis sans nombre, dans un polylobe cantonné de petits trèfles. Avec la légende « PHILIPPVS : DEI - .GRA. - FRANCORVM : REX », Philippe, roi des Francs par la grâce de Dieu.
- Sur son revers, une croix quadrilobée et fleuronnée, dans un quadrilobe orné de feuilles et cantonnée de quatre trèfles sans queue. Avec la légende « XPC VINCIT XPC REGNAT XPC IMPERAT », Le Christ vainc, le Christ règne, le Christ commande.

### Description de l'écu d'or à la couronne deCharlesVI(1380 à 1422)
L'écu d'or à la couronne de Charles VI fut créé le 11 mars 1385. Huit émissions sont connues. Le poids de ce écu en or était de 3,95 grammes et sa valeur de 22 sols tournois.
- À l'avers, l'écu de France timbré d'un heaume couronné et la légende « KAROLVS DEI GRACIA FRANCORVM REX », Charles, roi des Francs par la grâce de Dieu.
- Sur le revers, une croix fleurdelisée et feuillue, avec étoile à cinq rais dans un losange curviligne en cœur, le tout dans un quadrilobe cantonné de quatre couronnelles et la légende « XPC VINCIT XPC REGNAT XPC IMPERAT », Le Christ vainc, le Christ règne, le Christ commande.

Sous le règne de Charles VI, on frappa aussi le petit écu couronné et le demi-écu heaumé.

### Description de l'écu d'or à la couronne deCharlesVII(1422 à 1461)
L'écu à la couronne, ainsi qu'un demi-écu à la couronne du même type fut également fabriqué sous le roi Charles VII le Victorieux. Cette monnaie d'or pesait 3,47 grammes.
- L'avers représente l'Écu de France couronné accosté de deux lis couronnés avec la légende « KAROLVS DEI GRACIA FRANCORVM REX », Charles, roi des Francs par la grâce de Dieu.
- Le revers représente une croix feuillue avec quadrilobe anglé en cœur, cantonnée de quatre couronnes, dans un double quadrilobe. Avec la légende « XPC VINCIT XPC REGNAT XPC IMPERAT », Le Christ vainc, le Christ règne, le Christ commande.

### Description de l'écu d'or au soleil deLouisXI(1461 à 1483)
Louis XI créa l'écu au soleil ou écu sol. L'écu sol avait un poids de 3,45 grammes et valait 1 livre 13 sols tournois. Le 12 mars 1473, par ses lettres patentes, le roi ordonna la modification de valeur du nouvel écu d'or, pour 28 sols 4 deniers tournois, au lieu de 25 sols auparavant. Il modifia encore la valeur des monnaies, le 2 novembre 1475. En effet, à cette époque-là, une meilleure qualité des monnaies françaises provoquait une considérable fuite des devises.
- L'avers représente l'Écu de France couronné sommé d'un soleil avec la légende « LVDOVICVS DEI GRA FRANCORVM REX », Louis, par la grâce de Dieu, roi des Francs.
- Le revers est composé d'une croix fleurdelisée avec quadrilobe en cœur et la légende « XPC VINCIT XPC REGNAT XPC IMPERAT », Le Christ vainc, le Christ règne, le Christ commande.

### Description de l'écu d'or au soleil deCharlesVIII(1483 à 1498)
L'écu d'or au soleil de Charles VIII connut deux émissions pendant son règne. Sur la première émission figure une couronne avec initiales, tandis que sur la deuxième figure un lis avec initiales. À signaler les écus du Dauphiné (avec un dauphin et initiales) et de Dijon (avec une coquille et initiales). Les deux émissions ont gardé le même poids (3,496 grammes) et la même valeur.
- L'avers représente l'Écu de France couronné sommé d'un soleil avec la légende « KAROLUS DEI GRA FRANCORVM REX », Charles, par la grâce de Dieu, roi des Francs.
- Le revers est composé d'une croix fleurdelisée avec quadrilobe en cœur et la légende « XPC VINCIT XPC REGNAT XPC IMPERAT », Le Christ vainc, le Christ règne, le Christ commande.

### Description de l'écu d'or au soleil de Provence deLouisXII(1498 à 1515)

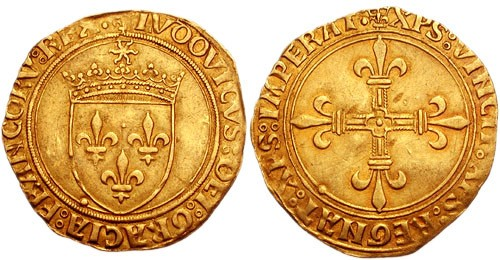
Écu frappé sous Louis XII (avers et revers).

L'écu d'or au soleil de Provence a la particularité d'avoir été frappé à Aix-en-Provence (voir marque de maître) pendant la période 1506-1515. La légende reprend le numéro ordinal du roi Louis XII, c'est-à-dire XII, et mentionne le titre de comte de Provence. La pièce pèse 3,496 g.
- L'avers représente l'écu de France couronné sous un soleil avec la légende « LVDOVICVS XII D G F REX PVIE COME », Louis, par la grâce de Dieu, roi des Francs et comte de Provence.
- Le revers est composé d'une croix fleurdelisée avec quadrilobe en cœur et la légende « XPC VINCIT XPC REGNAT XPC IMPERAT », Le Christ vainc, le Christ règne, le Christ commande.

### Description de l'écu d'or au soleil deFrançoisIer(de 1515 à 1547)

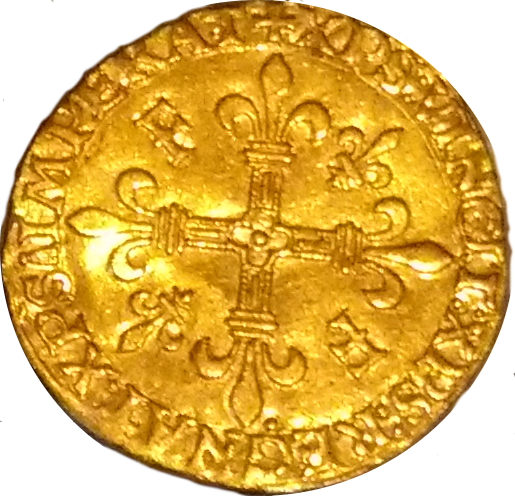
Écu frappé sous (revers).

- Type au soleil du Dauphiné, poids de 3,439 g.
- Type au soleil de Bretagne, poids de 3,41 g.

### Description de l'écu d'or deCharlesIX(1560 à 1574)

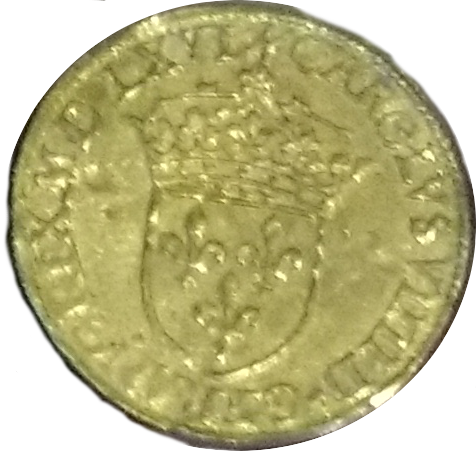
Écu frappé sous Charles IX (avers).

- L'avers représente l'écu de France couronné avec la légende « CAROLVS VIIII D G FRANCO REX MDLXV », soit Charles IX, par la grâce de Dieu, roi des Francs.
- Le revers est composé d'une croix fleurdelisée avec différent d'atelier dans un losange incurvé en cœur avec la légende « + CRISTVS REGNAT VINCIT ET IMPERAT », soit Le Christ règne, vainc et commande.
- Poids de 3,375 g.

### Description de l'écu d'or deHenriIII(de 1574 à 1589)

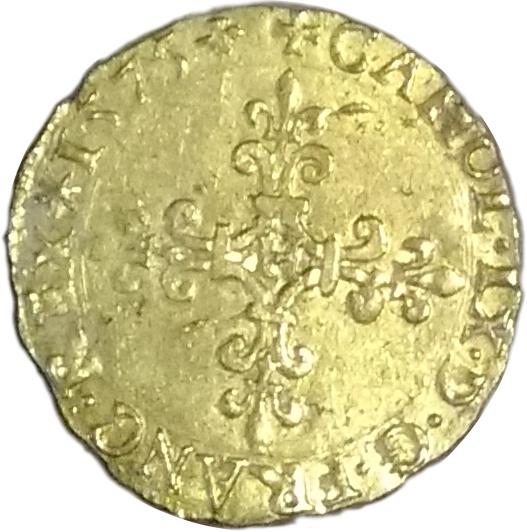
Écu frappé sous Henri III (revers).

- En 1577, sous Henri III, l'écu vaut 60 sous, donc 3 livres tournois, et pèse 3,37 g d'or. En 1602, sous Henri IV, il vaut 65 sous donc 3,25 livres, pour le même poids.

## Les différents types d'écu en argent

### L'écu blanc

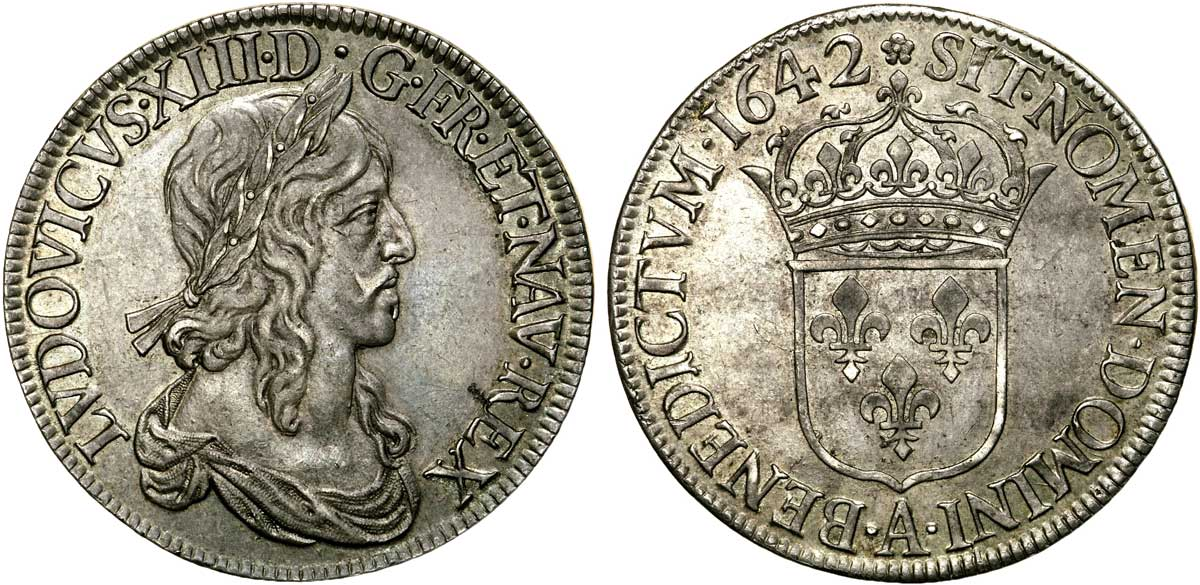
Écu d'argent, de Louis XIII le Juste (1642, avers et revers).

À partir de 1578-1580, le Conseil des monnaies décide la frappe d'une pièce d'un quart d'écu en argent fin, pesant 9,712 g et qui vaut donc le 1/4 de celui en or, soit 345 deniers, ou  17 sols et 5 deniers (l'écu d'or valait 1 380 deniers). Aucune émission d'une pièce d'un écu d'argent n'est produite sous Henri III et Henri IV, mais seulement des pièces divisionnaires : quinzain, douzain, sizain, quart.
Le 23 décembre 1641, à la suite de la création du louis d'or (de fait le demi-louis, valant 100 sols ou 5 livres, et pesant 3,345 g d'or à 22/24 carats), on appela les nouvelles pièces d'argent écu ou louis d'argent ou écu blanc d'une valeur de 60 sols, soit 3 livres tournois et d'un poids d'argent fin de 27,45 g. Le quart d'écu est tombé à 6,86 g.

### L'écu de6 livres

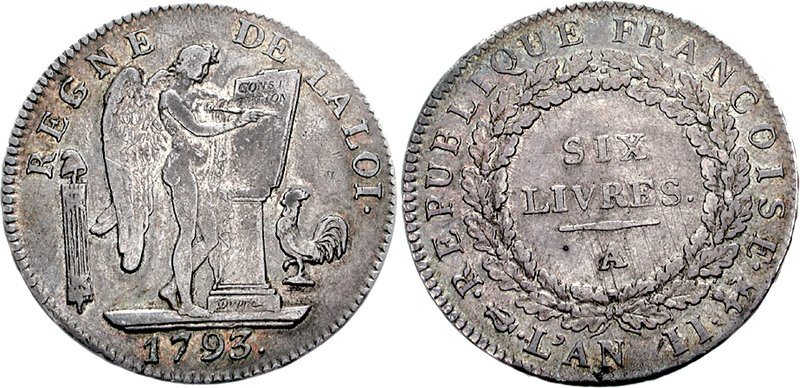
Pièce de 6 livres, argent, A [Paris], 1793, avers et revers.

En 1689, le cours de l'écu blanc, la pièce en argent pesant 27,45 g, monta à 3 livres et 6 sols. En 1709, le cours passa à 5 livres, avant de se stabiliser aux alentours de six livres au milieu du XVIIIe siècle, après la faillite du système de Law (1720) et la réforme monétaire de 1734. La pièce en argent pèse désormais 29,488 g. La dernière émission de l'écu de 6 livres date de 1793.

### L'«écu» de 5 francs
Sous la Révolution, la réforme monétaire de 1795 fit remplacer l'écu blanc, alors d'une valeur de six livres par une pièce en argent d'une valeur de 5 francs de type Hercule pesant 25 g.
Le terme écu continua à qualifier dans le langage courant les pièces de cinq francs en argent (qu'on appelait également « pièce de 100 sous ») jusque dans les années 1930, avant de tomber en désuétude.